# Claxton (Norfolk)
Pour les articles homonymes, voir Claxton.
Claxton est une paroisse civile et un village du Norfolk, en Angleterre.

## Patrimoine
- Château de Claxton